# Forte Batteria Siacci
Il Forte Batteria Siacci è una fortificazione umbertina situata sul lato calabrese dello stretto di Messina, nel comune di Campo Calabro, in località Matiniti Superiore.

## Descrizione
Il forte si sviluppa su un'area totale di 144.950 metri quadri, di cui 10.600 coperti, a 350 metri s.l.m.
Costruito dopo l’Unità d’Italia nel 1860, il Forte Siacci presenta la forma di un poligono di quattro lati, di forma trapezoidale, con fronte di gola rettilineo, lungo 205 metri e alto circa 80, interrotto da un magazzino alla prova a forma di cuneo, con funzioni anche di difesa del fossato e dell’ingresso, completamente coperto di terra. 
Il terrapieno di protezione è doppio, uno a difesa del fossato verso mare e l'altro a difesa del forte stesso.
L’opera è circondata da un profondo fossato continuo, largo fino a dieci metri al fronte di gola, fiancheggiato da un rivestimento di controscarpa, che costituisce l’ostacolo di maggior resistenza, di maggior durata e che presenta la maggior difficoltà all’avversario che tenta l’assalto dell’opera. Per la protezione del fossato il forte è provvisto di due caponiere una di tipo tradizionale, posta a protezione del lato nord, e una di forma curvilinea con postazioni di tiro rivolte ad ovest e a sud. Ai fianchi del profilo si trovano delle casamatte per mitragliere di fiancheggiamento del fossato.
L'interno è strutturato in modo da lasciare in muratura scoperta solo i lati degli edifici esposti verso il fronte difensivo.
Lo schema planimetrico consiste in due stecche di locali, una sul fronte gola e l’altra sul fronte mare, con corte interna di forma stretta e lunga. La quota d’ingresso del ponte levatoio è complanare a quella della corte interna, alla quale si accede attraversando il volume posto sul fronte di gola. Dalla corte una rampa porta alla quota delle piazzole che presentano dieci postazioni di artiglieria. 
Sotto il calpestio delle piazzole sono situate le riservette che dovevano contenere le munizioni di pronto impiego. Per ciò che riguarda l'aspetto costruttivo, la tecnica, i materiali, i particolari costruttivi, le soluzioni tecnologiche adottate si ripetono in ogni struttura del sistema fortificato e confermano come i Forti dello Stretto siano il risultato di un progetto unitario, con comuni riferimenti alla manualistica militare e alle capacità ingegneristiche dell'epoca.
La struttura portante dei Forti Umbertini è realizzata in muratura di pietra calcarea locale e calcestruzzo regolarizzata da orizzontamenti in mattoni. Questi ultimi sono usati anche nelle ammorsature dei muri, mentre gli angolari esterni sono quasi sempre in pietra squadrata, lavorata e sistemata a blocchi per garantire, in quei punti, una maggiore resistenza. Le strutture esterne sono poi rivestite della stessa pietra di colore chiaro, non squadrata e messa in opera ad opus incertum. I vani interni presentano coperture voltate in laterizio e intonacate, con un'ampia campionatura di forme: dalla botte, al padiglione, alla crociera. L’uso del mattone contrassegna il ritmo degli elementi orizzontali e verticali dell'intera struttura. I primi sono le copertine dei muri e i marcapiani, dove, spesso, gli elementi non sono a spigolo vivo ma elegantemente arrotondato. I secondi sono le paraste che scandiscono sia il passo del muro sul fronte di gola che i passi delle facciate sulle corti interne.
Di importanza rilevante risultano le tecniche impiegate per gli impianti tecnologici presenti: accorgimenti sofisticati e funzionali sono stati utilizzati per garantire la riserva d’acqua, l’isolamento delle polveri dall’umidità attraverso, ad esempio, di un impianto di aerazione ancora pienamente soddisfacente anche nei vani interrati. L'armamento classico di questo tipo di fortificazione consisteva in quattordici postazioni di artiglieria sul fronte principale (dieci cannoni di medio calibro, 149G su affusto da difesa e quattro obici da 210G) e tre su ciascun fianco (cannoni da 120G), tutte collocate sulle piazzole dei rampari. I quattro cannoncini 87B collocati sul fronte di gola, e le dieci mitragliatrici a due canne disposte nelle caponiere completavano la difesa anche dalle aggressioni ravvicinate. A poca distanza dal Forte sorgono le due fortificazioni sussidiarie di Forte Pignatelli e Deposito Munizioni Matiniti Inferiore. I tre manufatti costituiscono nell'insieme il Sistema delle Fortificazioni Umbertine di Campo Calabro.

## Storia
Dalla sua costruzione fino al giugno 2018 il bene è rimasto proprietà del Demanio Militare, ed utilizzato inizialmente come postazione di artiglieria da costa fino alla seconda guerra mondiale. Adibito a deposito munizioni fino al 1984, è stato successivamente dismesso.
Il Forte Siacci è stato dichiarato d’interesse culturale con Decreto ministeriale del 24-03-2016 e quindi sottoposto a tutte le disposizioni di tutela della Parte II del Decreto legislativo n. 42 del 22 gennaio 2004 recante il Codice dei beni culturali e del paesaggio. L’area su cui insiste il forte è stata dichiarata di notevole interesse pubblico con D.M. del 19 giugno 1975 e pertanto è sottoposta a tutela paesaggistica, secondo quanto indicato dalla Parte III del Codice dei beni culturali e del paesaggio. L’area è inoltre sottoposta a vincolo sismico di 1ª categoria.
Il Forte è di proprietà del Comune di Campo Calabro dal 2019 ed è stato sottoposto nello stesso anno ad un primo intervento di ripristino delle vie di accesso, dello sfalcio della corte interna, del fossato, dei terrazzi e della messa in sicurezza di due percorsi per i visitatori. Attualmente è visitabile limitatamente ai percorsi messi in sicurezza. Il Comune di Campo Calabro ha sottoscritto con MiBac e Agenzia del demanio un programma quadriennale per la sua rifunzionalizzazione e recupero ai fini turistici, storico-architettonici, museali.